# Gora Chuhnovskogo
Gora Chuhnovskogo är ett berg i Antarktis. Det ligger i Östantarktis. Australien gör anspråk på området. Toppen på Gora Chuhnovskogo är 723 meter över havet.
Terrängen runt Gora Chuhnovskogo är lite kuperad.  Trakten är obefolkad. Det finns inga samhällen i närheten.